# Fericirea (film din 1981)
Fericirea (în hindi नसीब, transliterat: Naseeb, traducere  Destin) este un film masala indian în limba hindi din 1981, produs și regizat de Manmohan Desai⁠(d) după un scenariu scris de Kader Khan⁠(d). Este un film tipic al cineastului Manmohan Desai, cu Amitabh Bachchan, Shatrughan Sinha⁠(d), Rishi Kapoor⁠(d), Hema Malini⁠(d), Reena Roy⁠(d) și Kim⁠(d) în roluri principale și Pran⁠(d), Prem Chopra⁠(d), Shakti Kapoor⁠(d), Kader Khan⁠(d), Amjad Khan⁠(d), Amrish Puri⁠(d) în rolurile secundare, alături de Jeevan⁠(d) într-un mic rol pozitiv. Muzica este compusă de Laxmikant–Pyarelal⁠(d).
Filmul a avut un mare succes în cinematografele indiene.
Au fost realizate ulterior remake-uri în limba tamilă ca Sandhippu⁠(d) (1983), cu Sivaji Ganesan⁠(d) și Prabhu Ganesan⁠(d), și în limba telugu ca Trimurtulu⁠(d) (1987), cu Daggubati Venkatesh⁠(d).
Amitabh Bachchan și Shatrughan Sinha au filmat atunci pentru trei filme în același timp: Dostana, Shaan și Naseeb.

## Distribuție
- Amitabh Bachchan — John Jani Janardan (Johnny)
- Shatrughan Sinha⁠(d) — Vikram (Vicky)
- Rishi Kapoor⁠(d) — Sunny
- Hema Malini⁠(d) — Asha
- Reena Roy⁠(d) — Julie
- Kim⁠(d) — Kim
- Pran⁠(d) — Naamdev
- Amjad Khan⁠(d) — Damodar „Damu”
- Kader Khan⁠(d) — Raghuvir „Raghu”
- Prem Chopra⁠(d) — Prem, fiul cel mai mare al lui Raghu
- Shakti Kapoor⁠(d) — Ashok, fiul cel mai mic al lui Raghu
- Amrish Puri⁠(d) — Don
- Lalita Pawar⁠(d) — dna Gomes, mama lui Julie
- Yusuf Khan⁠(d) — Zabisco, fiul lui Don
- Jagdish Raj⁠(d) — Jaggi, tatăl lui Asha și Kim
- Om Shivpuri⁠(d) — K.K.
- Mukri⁠(d) — Mehboob Bhai
- Shubha Khote⁠(d) — dra Prema, directoarea școlii
- Jeevan⁠(d) — profesorul Prem, directorul școlii
- Viju Khote⁠(d) — Rodricks
- Manik Irani⁠(d) — luptător
- Asrani⁠(d) — el însuși (filmând reclame împreună cu Asha)

## Coloana sonoră
Toate melodiile au fost compuse de Laxmikant–Pyarelal⁠(d), iar versurile au fost scrise de Anand Bakshi⁠(d).
| Cântec                                                                               | Cântăreț |
| ------------------------------------------------------------------------------------ | --- |
| „John Jani Janardan”                                                                 | Mohammed Rafi⁠(d)                                                                                             |
| „Chal Mere Bhai, Tere Haath Jodta Hoon, Haath Jodta Hoon, Tere Paon Padta Hoon”      | Mohammed Rafi⁠(d), Amitabh Bachchan, Rishi Kapoor⁠(d)                                                          |
| „Rang Jamake Jayenge, Chakkar Chalake Jayenge, Jhumke, Ghumke Sabko Ghumake Jayenge” | Kishore Kumar⁠(d), Mohammed Rafi⁠(d), Shailendra Singh, Lata Mangeshkar⁠(d), Asha Bhosle⁠(d), Usha Mangeshkar⁠(d) |
| „Pakdo Pakdo Pakdo, Jakdo Jakdo Jakdo, Dekho Jane Na Paye”                           | Kishore Kumar⁠(d), Usha Mangeshkar⁠(d)                                                                         |
| „Simplu Naseeb Mein”                                                                 | Lata Mangeshkar⁠(d)                                                                                           |
| „Zindagi Imtihan Leti Hai”                                                           | Kamlesh Awasthi, Anwar, Suman Kalyanpur⁠(d)                                                                   |

## Premii și nominalizări
- Premiul Filmfare pentru cea mai bună actriță - Hema Malini⁠(d) - nominalizată[6]